# Wieża (szachy)
| Wieża | Wieża |
| ----- | ----- |
|       |       |

Wieża – figura w szachach. Każdy z graczy rozpoczyna grę z dwiema wieżami, stojącymi w narożnikach szachownicy. Według notacji algebraicznej wieże białych znajdują się na polach a1 i h1, wieże czarnych na a8 i h8.
Wieża porusza się po liniach pionowych i poziomych, w dowolnym kierunku, o dowolną liczbę niezajętych pól. Wieża bije bierkę przeciwnika, zajmując jej pole. Uczestniczy również wraz z królem w specyficznym ruchu, zwanym roszadą. Na pustej szachownicy niezależnie od miejsca wieża atakuje zawsze 14 pól.
Wieża jest silniejszą figurą od gońca i skoczka (jej wartość jest wyceniana na 5 lub czasami na 4.5 punktów). Przyjmuje się, że różnica wartości pomiędzy wieżą a gońcem (skoczkiem) wynosi dwa piony. Wymiana wieży na gońca lub skoczka nazywana jest stratą jakości lub potocznie jakością (w niektórych rejonach Polski można spotkać się z określeniem kwalitas). Para 2 lekkich figur ma zazwyczaj przewagę nad jedną wieżą, natomiast dwie wieże w zdecydowanej większości przypadków są silniejsze od hetmana. Wieża i hetman są nazywane ciężkimi figurami, goniec i skoczek – lekkimi.
W początkowej pozycji wieże są jedynymi bierkami nie bronionymi przez inne. Gracze często w początkowej fazie gry dążą do połączenia wież, czyli wykonania krótkiej lub długiej roszady i wyprowadzenia innych figur z pierwszej linii. Po takim manewrze wieże wspierają się nawzajem, łatwiej również wprowadzić je do gry poprzez ustawienie w otwartej lub półotwartej kolumnie (linii pionowej). Otwarta kolumna to taka, na której nie ma żadnych pionów, półotwarta – na której nie ma własnych pionów, a znajduje się pion (piony) przeciwnika. Ustawienie wieży na pierwszej linii i na otwartej (półotwartej) kolumnie jest korzystne z tego powodu, że wieża może atakować obóz przeciwnika lub bronić własne bierki, sama pozostając w stosunkowo bezpiecznym miejscu. Często gracze dążą do ustawienia dwóch wież w jednej kolumnie. Taki manewr jest nazywany dublowaniem wież.
Wieża na siódmej linii (drugiej od strony przeciwnika) jest zazwyczaj bardzo silna, ponieważ atakuje piony przeciwnika, które jeszcze nie wykonały ruchu i stanowi bezpośrednie zagrożenie dla króla przeciwnika. Dwie wieże na siódmej linii (przy królu przeciwnika na ósmej) zazwyczaj wystarczają do wygrania partii lub co najmniej do remisu, wymuszonego wiecznym szachem.
Wieże nabierają szczególnego znaczenia w grze końcowej, gdy na szachownicy pozostaje mało bierek, które ograniczają ich ruchy. Bardzo często wieża wspiera marsz własnych pionów do ósmej linii w celu promocji. To wsparcie jest najsilniejsze, gdy wieża stoi za pionem w tej samej kolumnie. Używana jest również jako blokada, blokująca dostęp króla przeciwnika do pionka dochodzącego do promocji, bądź blokada ustawiana tuż przed pionem przeciwnika nie pozwalająca mu na dalszy marsz.
|   | a | b | c | d | e | f | g | h |   |
| 8 | d8 – Czarne kółko · d7 – Czarne kółko · d6 – Czarne kółko · d5 – Czarne kółko · a4 – Czarne kółko · b4 – Czarne kółko · c4 – Czarne kółko · d4 – Biała wieża · e4 – Czarne kółko · f4 – Czarne kółko · g4 – Czarne kółko · h4 – Czarne kółko · d3 – Czarne kółko · d2 – Czarne kółko · d1 – Czarne kółko | d8 – Czarne kółko · d7 – Czarne kółko · d6 – Czarne kółko · d5 – Czarne kółko · a4 – Czarne kółko · b4 – Czarne kółko · c4 – Czarne kółko · d4 – Biała wieża · e4 – Czarne kółko · f4 – Czarne kółko · g4 – Czarne kółko · h4 – Czarne kółko · d3 – Czarne kółko · d2 – Czarne kółko · d1 – Czarne kółko | d8 – Czarne kółko · d7 – Czarne kółko · d6 – Czarne kółko · d5 – Czarne kółko · a4 – Czarne kółko · b4 – Czarne kółko · c4 – Czarne kółko · d4 – Biała wieża · e4 – Czarne kółko · f4 – Czarne kółko · g4 – Czarne kółko · h4 – Czarne kółko · d3 – Czarne kółko · d2 – Czarne kółko · d1 – Czarne kółko | d8 – Czarne kółko · d7 – Czarne kółko · d6 – Czarne kółko · d5 – Czarne kółko · a4 – Czarne kółko · b4 – Czarne kółko · c4 – Czarne kółko · d4 – Biała wieża · e4 – Czarne kółko · f4 – Czarne kółko · g4 – Czarne kółko · h4 – Czarne kółko · d3 – Czarne kółko · d2 – Czarne kółko · d1 – Czarne kółko | d8 – Czarne kółko · d7 – Czarne kółko · d6 – Czarne kółko · d5 – Czarne kółko · a4 – Czarne kółko · b4 – Czarne kółko · c4 – Czarne kółko · d4 – Biała wieża · e4 – Czarne kółko · f4 – Czarne kółko · g4 – Czarne kółko · h4 – Czarne kółko · d3 – Czarne kółko · d2 – Czarne kółko · d1 – Czarne kółko | d8 – Czarne kółko · d7 – Czarne kółko · d6 – Czarne kółko · d5 – Czarne kółko · a4 – Czarne kółko · b4 – Czarne kółko · c4 – Czarne kółko · d4 – Biała wieża · e4 – Czarne kółko · f4 – Czarne kółko · g4 – Czarne kółko · h4 – Czarne kółko · d3 – Czarne kółko · d2 – Czarne kółko · d1 – Czarne kółko | d8 – Czarne kółko · d7 – Czarne kółko · d6 – Czarne kółko · d5 – Czarne kółko · a4 – Czarne kółko · b4 – Czarne kółko · c4 – Czarne kółko · d4 – Biała wieża · e4 – Czarne kółko · f4 – Czarne kółko · g4 – Czarne kółko · h4 – Czarne kółko · d3 – Czarne kółko · d2 – Czarne kółko · d1 – Czarne kółko | d8 – Czarne kółko · d7 – Czarne kółko · d6 – Czarne kółko · d5 – Czarne kółko · a4 – Czarne kółko · b4 – Czarne kółko · c4 – Czarne kółko · d4 – Biała wieża · e4 – Czarne kółko · f4 – Czarne kółko · g4 – Czarne kółko · h4 – Czarne kółko · d3 – Czarne kółko · d2 – Czarne kółko · d1 – Czarne kółko | 8 |
| 7 | d8 – Czarne kółko · d7 – Czarne kółko · d6 – Czarne kółko · d5 – Czarne kółko · a4 – Czarne kółko · b4 – Czarne kółko · c4 – Czarne kółko · d4 – Biała wieża · e4 – Czarne kółko · f4 – Czarne kółko · g4 – Czarne kółko · h4 – Czarne kółko · d3 – Czarne kółko · d2 – Czarne kółko · d1 – Czarne kółko | d8 – Czarne kółko · d7 – Czarne kółko · d6 – Czarne kółko · d5 – Czarne kółko · a4 – Czarne kółko · b4 – Czarne kółko · c4 – Czarne kółko · d4 – Biała wieża · e4 – Czarne kółko · f4 – Czarne kółko · g4 – Czarne kółko · h4 – Czarne kółko · d3 – Czarne kółko · d2 – Czarne kółko · d1 – Czarne kółko | d8 – Czarne kółko · d7 – Czarne kółko · d6 – Czarne kółko · d5 – Czarne kółko · a4 – Czarne kółko · b4 – Czarne kółko · c4 – Czarne kółko · d4 – Biała wieża · e4 – Czarne kółko · f4 – Czarne kółko · g4 – Czarne kółko · h4 – Czarne kółko · d3 – Czarne kółko · d2 – Czarne kółko · d1 – Czarne kółko | d8 – Czarne kółko · d7 – Czarne kółko · d6 – Czarne kółko · d5 – Czarne kółko · a4 – Czarne kółko · b4 – Czarne kółko · c4 – Czarne kółko · d4 – Biała wieża · e4 – Czarne kółko · f4 – Czarne kółko · g4 – Czarne kółko · h4 – Czarne kółko · d3 – Czarne kółko · d2 – Czarne kółko · d1 – Czarne kółko | d8 – Czarne kółko · d7 – Czarne kółko · d6 – Czarne kółko · d5 – Czarne kółko · a4 – Czarne kółko · b4 – Czarne kółko · c4 – Czarne kółko · d4 – Biała wieża · e4 – Czarne kółko · f4 – Czarne kółko · g4 – Czarne kółko · h4 – Czarne kółko · d3 – Czarne kółko · d2 – Czarne kółko · d1 – Czarne kółko | d8 – Czarne kółko · d7 – Czarne kółko · d6 – Czarne kółko · d5 – Czarne kółko · a4 – Czarne kółko · b4 – Czarne kółko · c4 – Czarne kółko · d4 – Biała wieża · e4 – Czarne kółko · f4 – Czarne kółko · g4 – Czarne kółko · h4 – Czarne kółko · d3 – Czarne kółko · d2 – Czarne kółko · d1 – Czarne kółko | d8 – Czarne kółko · d7 – Czarne kółko · d6 – Czarne kółko · d5 – Czarne kółko · a4 – Czarne kółko · b4 – Czarne kółko · c4 – Czarne kółko · d4 – Biała wieża · e4 – Czarne kółko · f4 – Czarne kółko · g4 – Czarne kółko · h4 – Czarne kółko · d3 – Czarne kółko · d2 – Czarne kółko · d1 – Czarne kółko | d8 – Czarne kółko · d7 – Czarne kółko · d6 – Czarne kółko · d5 – Czarne kółko · a4 – Czarne kółko · b4 – Czarne kółko · c4 – Czarne kółko · d4 – Biała wieża · e4 – Czarne kółko · f4 – Czarne kółko · g4 – Czarne kółko · h4 – Czarne kółko · d3 – Czarne kółko · d2 – Czarne kółko · d1 – Czarne kółko | 7 |
| 6 | d8 – Czarne kółko · d7 – Czarne kółko · d6 – Czarne kółko · d5 – Czarne kółko · a4 – Czarne kółko · b4 – Czarne kółko · c4 – Czarne kółko · d4 – Biała wieża · e4 – Czarne kółko · f4 – Czarne kółko · g4 – Czarne kółko · h4 – Czarne kółko · d3 – Czarne kółko · d2 – Czarne kółko · d1 – Czarne kółko | d8 – Czarne kółko · d7 – Czarne kółko · d6 – Czarne kółko · d5 – Czarne kółko · a4 – Czarne kółko · b4 – Czarne kółko · c4 – Czarne kółko · d4 – Biała wieża · e4 – Czarne kółko · f4 – Czarne kółko · g4 – Czarne kółko · h4 – Czarne kółko · d3 – Czarne kółko · d2 – Czarne kółko · d1 – Czarne kółko | d8 – Czarne kółko · d7 – Czarne kółko · d6 – Czarne kółko · d5 – Czarne kółko · a4 – Czarne kółko · b4 – Czarne kółko · c4 – Czarne kółko · d4 – Biała wieża · e4 – Czarne kółko · f4 – Czarne kółko · g4 – Czarne kółko · h4 – Czarne kółko · d3 – Czarne kółko · d2 – Czarne kółko · d1 – Czarne kółko | d8 – Czarne kółko · d7 – Czarne kółko · d6 – Czarne kółko · d5 – Czarne kółko · a4 – Czarne kółko · b4 – Czarne kółko · c4 – Czarne kółko · d4 – Biała wieża · e4 – Czarne kółko · f4 – Czarne kółko · g4 – Czarne kółko · h4 – Czarne kółko · d3 – Czarne kółko · d2 – Czarne kółko · d1 – Czarne kółko | d8 – Czarne kółko · d7 – Czarne kółko · d6 – Czarne kółko · d5 – Czarne kółko · a4 – Czarne kółko · b4 – Czarne kółko · c4 – Czarne kółko · d4 – Biała wieża · e4 – Czarne kółko · f4 – Czarne kółko · g4 – Czarne kółko · h4 – Czarne kółko · d3 – Czarne kółko · d2 – Czarne kółko · d1 – Czarne kółko | d8 – Czarne kółko · d7 – Czarne kółko · d6 – Czarne kółko · d5 – Czarne kółko · a4 – Czarne kółko · b4 – Czarne kółko · c4 – Czarne kółko · d4 – Biała wieża · e4 – Czarne kółko · f4 – Czarne kółko · g4 – Czarne kółko · h4 – Czarne kółko · d3 – Czarne kółko · d2 – Czarne kółko · d1 – Czarne kółko | d8 – Czarne kółko · d7 – Czarne kółko · d6 – Czarne kółko · d5 – Czarne kółko · a4 – Czarne kółko · b4 – Czarne kółko · c4 – Czarne kółko · d4 – Biała wieża · e4 – Czarne kółko · f4 – Czarne kółko · g4 – Czarne kółko · h4 – Czarne kółko · d3 – Czarne kółko · d2 – Czarne kółko · d1 – Czarne kółko | d8 – Czarne kółko · d7 – Czarne kółko · d6 – Czarne kółko · d5 – Czarne kółko · a4 – Czarne kółko · b4 – Czarne kółko · c4 – Czarne kółko · d4 – Biała wieża · e4 – Czarne kółko · f4 – Czarne kółko · g4 – Czarne kółko · h4 – Czarne kółko · d3 – Czarne kółko · d2 – Czarne kółko · d1 – Czarne kółko | 6 |
| 5 | d8 – Czarne kółko · d7 – Czarne kółko · d6 – Czarne kółko · d5 – Czarne kółko · a4 – Czarne kółko · b4 – Czarne kółko · c4 – Czarne kółko · d4 – Biała wieża · e4 – Czarne kółko · f4 – Czarne kółko · g4 – Czarne kółko · h4 – Czarne kółko · d3 – Czarne kółko · d2 – Czarne kółko · d1 – Czarne kółko | d8 – Czarne kółko · d7 – Czarne kółko · d6 – Czarne kółko · d5 – Czarne kółko · a4 – Czarne kółko · b4 – Czarne kółko · c4 – Czarne kółko · d4 – Biała wieża · e4 – Czarne kółko · f4 – Czarne kółko · g4 – Czarne kółko · h4 – Czarne kółko · d3 – Czarne kółko · d2 – Czarne kółko · d1 – Czarne kółko | d8 – Czarne kółko · d7 – Czarne kółko · d6 – Czarne kółko · d5 – Czarne kółko · a4 – Czarne kółko · b4 – Czarne kółko · c4 – Czarne kółko · d4 – Biała wieża · e4 – Czarne kółko · f4 – Czarne kółko · g4 – Czarne kółko · h4 – Czarne kółko · d3 – Czarne kółko · d2 – Czarne kółko · d1 – Czarne kółko | d8 – Czarne kółko · d7 – Czarne kółko · d6 – Czarne kółko · d5 – Czarne kółko · a4 – Czarne kółko · b4 – Czarne kółko · c4 – Czarne kółko · d4 – Biała wieża · e4 – Czarne kółko · f4 – Czarne kółko · g4 – Czarne kółko · h4 – Czarne kółko · d3 – Czarne kółko · d2 – Czarne kółko · d1 – Czarne kółko | d8 – Czarne kółko · d7 – Czarne kółko · d6 – Czarne kółko · d5 – Czarne kółko · a4 – Czarne kółko · b4 – Czarne kółko · c4 – Czarne kółko · d4 – Biała wieża · e4 – Czarne kółko · f4 – Czarne kółko · g4 – Czarne kółko · h4 – Czarne kółko · d3 – Czarne kółko · d2 – Czarne kółko · d1 – Czarne kółko | d8 – Czarne kółko · d7 – Czarne kółko · d6 – Czarne kółko · d5 – Czarne kółko · a4 – Czarne kółko · b4 – Czarne kółko · c4 – Czarne kółko · d4 – Biała wieża · e4 – Czarne kółko · f4 – Czarne kółko · g4 – Czarne kółko · h4 – Czarne kółko · d3 – Czarne kółko · d2 – Czarne kółko · d1 – Czarne kółko | d8 – Czarne kółko · d7 – Czarne kółko · d6 – Czarne kółko · d5 – Czarne kółko · a4 – Czarne kółko · b4 – Czarne kółko · c4 – Czarne kółko · d4 – Biała wieża · e4 – Czarne kółko · f4 – Czarne kółko · g4 – Czarne kółko · h4 – Czarne kółko · d3 – Czarne kółko · d2 – Czarne kółko · d1 – Czarne kółko | d8 – Czarne kółko · d7 – Czarne kółko · d6 – Czarne kółko · d5 – Czarne kółko · a4 – Czarne kółko · b4 – Czarne kółko · c4 – Czarne kółko · d4 – Biała wieża · e4 – Czarne kółko · f4 – Czarne kółko · g4 – Czarne kółko · h4 – Czarne kółko · d3 – Czarne kółko · d2 – Czarne kółko · d1 – Czarne kółko | 5 |
| 4 | d8 – Czarne kółko · d7 – Czarne kółko · d6 – Czarne kółko · d5 – Czarne kółko · a4 – Czarne kółko · b4 – Czarne kółko · c4 – Czarne kółko · d4 – Biała wieża · e4 – Czarne kółko · f4 – Czarne kółko · g4 – Czarne kółko · h4 – Czarne kółko · d3 – Czarne kółko · d2 – Czarne kółko · d1 – Czarne kółko | d8 – Czarne kółko · d7 – Czarne kółko · d6 – Czarne kółko · d5 – Czarne kółko · a4 – Czarne kółko · b4 – Czarne kółko · c4 – Czarne kółko · d4 – Biała wieża · e4 – Czarne kółko · f4 – Czarne kółko · g4 – Czarne kółko · h4 – Czarne kółko · d3 – Czarne kółko · d2 – Czarne kółko · d1 – Czarne kółko | d8 – Czarne kółko · d7 – Czarne kółko · d6 – Czarne kółko · d5 – Czarne kółko · a4 – Czarne kółko · b4 – Czarne kółko · c4 – Czarne kółko · d4 – Biała wieża · e4 – Czarne kółko · f4 – Czarne kółko · g4 – Czarne kółko · h4 – Czarne kółko · d3 – Czarne kółko · d2 – Czarne kółko · d1 – Czarne kółko | d8 – Czarne kółko · d7 – Czarne kółko · d6 – Czarne kółko · d5 – Czarne kółko · a4 – Czarne kółko · b4 – Czarne kółko · c4 – Czarne kółko · d4 – Biała wieża · e4 – Czarne kółko · f4 – Czarne kółko · g4 – Czarne kółko · h4 – Czarne kółko · d3 – Czarne kółko · d2 – Czarne kółko · d1 – Czarne kółko | d8 – Czarne kółko · d7 – Czarne kółko · d6 – Czarne kółko · d5 – Czarne kółko · a4 – Czarne kółko · b4 – Czarne kółko · c4 – Czarne kółko · d4 – Biała wieża · e4 – Czarne kółko · f4 – Czarne kółko · g4 – Czarne kółko · h4 – Czarne kółko · d3 – Czarne kółko · d2 – Czarne kółko · d1 – Czarne kółko | d8 – Czarne kółko · d7 – Czarne kółko · d6 – Czarne kółko · d5 – Czarne kółko · a4 – Czarne kółko · b4 – Czarne kółko · c4 – Czarne kółko · d4 – Biała wieża · e4 – Czarne kółko · f4 – Czarne kółko · g4 – Czarne kółko · h4 – Czarne kółko · d3 – Czarne kółko · d2 – Czarne kółko · d1 – Czarne kółko | d8 – Czarne kółko · d7 – Czarne kółko · d6 – Czarne kółko · d5 – Czarne kółko · a4 – Czarne kółko · b4 – Czarne kółko · c4 – Czarne kółko · d4 – Biała wieża · e4 – Czarne kółko · f4 – Czarne kółko · g4 – Czarne kółko · h4 – Czarne kółko · d3 – Czarne kółko · d2 – Czarne kółko · d1 – Czarne kółko | d8 – Czarne kółko · d7 – Czarne kółko · d6 – Czarne kółko · d5 – Czarne kółko · a4 – Czarne kółko · b4 – Czarne kółko · c4 – Czarne kółko · d4 – Biała wieża · e4 – Czarne kółko · f4 – Czarne kółko · g4 – Czarne kółko · h4 – Czarne kółko · d3 – Czarne kółko · d2 – Czarne kółko · d1 – Czarne kółko | 4 |
| 3 | d8 – Czarne kółko · d7 – Czarne kółko · d6 – Czarne kółko · d5 – Czarne kółko · a4 – Czarne kółko · b4 – Czarne kółko · c4 – Czarne kółko · d4 – Biała wieża · e4 – Czarne kółko · f4 – Czarne kółko · g4 – Czarne kółko · h4 – Czarne kółko · d3 – Czarne kółko · d2 – Czarne kółko · d1 – Czarne kółko | d8 – Czarne kółko · d7 – Czarne kółko · d6 – Czarne kółko · d5 – Czarne kółko · a4 – Czarne kółko · b4 – Czarne kółko · c4 – Czarne kółko · d4 – Biała wieża · e4 – Czarne kółko · f4 – Czarne kółko · g4 – Czarne kółko · h4 – Czarne kółko · d3 – Czarne kółko · d2 – Czarne kółko · d1 – Czarne kółko | d8 – Czarne kółko · d7 – Czarne kółko · d6 – Czarne kółko · d5 – Czarne kółko · a4 – Czarne kółko · b4 – Czarne kółko · c4 – Czarne kółko · d4 – Biała wieża · e4 – Czarne kółko · f4 – Czarne kółko · g4 – Czarne kółko · h4 – Czarne kółko · d3 – Czarne kółko · d2 – Czarne kółko · d1 – Czarne kółko | d8 – Czarne kółko · d7 – Czarne kółko · d6 – Czarne kółko · d5 – Czarne kółko · a4 – Czarne kółko · b4 – Czarne kółko · c4 – Czarne kółko · d4 – Biała wieża · e4 – Czarne kółko · f4 – Czarne kółko · g4 – Czarne kółko · h4 – Czarne kółko · d3 – Czarne kółko · d2 – Czarne kółko · d1 – Czarne kółko | d8 – Czarne kółko · d7 – Czarne kółko · d6 – Czarne kółko · d5 – Czarne kółko · a4 – Czarne kółko · b4 – Czarne kółko · c4 – Czarne kółko · d4 – Biała wieża · e4 – Czarne kółko · f4 – Czarne kółko · g4 – Czarne kółko · h4 – Czarne kółko · d3 – Czarne kółko · d2 – Czarne kółko · d1 – Czarne kółko | d8 – Czarne kółko · d7 – Czarne kółko · d6 – Czarne kółko · d5 – Czarne kółko · a4 – Czarne kółko · b4 – Czarne kółko · c4 – Czarne kółko · d4 – Biała wieża · e4 – Czarne kółko · f4 – Czarne kółko · g4 – Czarne kółko · h4 – Czarne kółko · d3 – Czarne kółko · d2 – Czarne kółko · d1 – Czarne kółko | d8 – Czarne kółko · d7 – Czarne kółko · d6 – Czarne kółko · d5 – Czarne kółko · a4 – Czarne kółko · b4 – Czarne kółko · c4 – Czarne kółko · d4 – Biała wieża · e4 – Czarne kółko · f4 – Czarne kółko · g4 – Czarne kółko · h4 – Czarne kółko · d3 – Czarne kółko · d2 – Czarne kółko · d1 – Czarne kółko | d8 – Czarne kółko · d7 – Czarne kółko · d6 – Czarne kółko · d5 – Czarne kółko · a4 – Czarne kółko · b4 – Czarne kółko · c4 – Czarne kółko · d4 – Biała wieża · e4 – Czarne kółko · f4 – Czarne kółko · g4 – Czarne kółko · h4 – Czarne kółko · d3 – Czarne kółko · d2 – Czarne kółko · d1 – Czarne kółko | 3 |
| 2 | d8 – Czarne kółko · d7 – Czarne kółko · d6 – Czarne kółko · d5 – Czarne kółko · a4 – Czarne kółko · b4 – Czarne kółko · c4 – Czarne kółko · d4 – Biała wieża · e4 – Czarne kółko · f4 – Czarne kółko · g4 – Czarne kółko · h4 – Czarne kółko · d3 – Czarne kółko · d2 – Czarne kółko · d1 – Czarne kółko | d8 – Czarne kółko · d7 – Czarne kółko · d6 – Czarne kółko · d5 – Czarne kółko · a4 – Czarne kółko · b4 – Czarne kółko · c4 – Czarne kółko · d4 – Biała wieża · e4 – Czarne kółko · f4 – Czarne kółko · g4 – Czarne kółko · h4 – Czarne kółko · d3 – Czarne kółko · d2 – Czarne kółko · d1 – Czarne kółko | d8 – Czarne kółko · d7 – Czarne kółko · d6 – Czarne kółko · d5 – Czarne kółko · a4 – Czarne kółko · b4 – Czarne kółko · c4 – Czarne kółko · d4 – Biała wieża · e4 – Czarne kółko · f4 – Czarne kółko · g4 – Czarne kółko · h4 – Czarne kółko · d3 – Czarne kółko · d2 – Czarne kółko · d1 – Czarne kółko | d8 – Czarne kółko · d7 – Czarne kółko · d6 – Czarne kółko · d5 – Czarne kółko · a4 – Czarne kółko · b4 – Czarne kółko · c4 – Czarne kółko · d4 – Biała wieża · e4 – Czarne kółko · f4 – Czarne kółko · g4 – Czarne kółko · h4 – Czarne kółko · d3 – Czarne kółko · d2 – Czarne kółko · d1 – Czarne kółko | d8 – Czarne kółko · d7 – Czarne kółko · d6 – Czarne kółko · d5 – Czarne kółko · a4 – Czarne kółko · b4 – Czarne kółko · c4 – Czarne kółko · d4 – Biała wieża · e4 – Czarne kółko · f4 – Czarne kółko · g4 – Czarne kółko · h4 – Czarne kółko · d3 – Czarne kółko · d2 – Czarne kółko · d1 – Czarne kółko | d8 – Czarne kółko · d7 – Czarne kółko · d6 – Czarne kółko · d5 – Czarne kółko · a4 – Czarne kółko · b4 – Czarne kółko · c4 – Czarne kółko · d4 – Biała wieża · e4 – Czarne kółko · f4 – Czarne kółko · g4 – Czarne kółko · h4 – Czarne kółko · d3 – Czarne kółko · d2 – Czarne kółko · d1 – Czarne kółko | d8 – Czarne kółko · d7 – Czarne kółko · d6 – Czarne kółko · d5 – Czarne kółko · a4 – Czarne kółko · b4 – Czarne kółko · c4 – Czarne kółko · d4 – Biała wieża · e4 – Czarne kółko · f4 – Czarne kółko · g4 – Czarne kółko · h4 – Czarne kółko · d3 – Czarne kółko · d2 – Czarne kółko · d1 – Czarne kółko | d8 – Czarne kółko · d7 – Czarne kółko · d6 – Czarne kółko · d5 – Czarne kółko · a4 – Czarne kółko · b4 – Czarne kółko · c4 – Czarne kółko · d4 – Biała wieża · e4 – Czarne kółko · f4 – Czarne kółko · g4 – Czarne kółko · h4 – Czarne kółko · d3 – Czarne kółko · d2 – Czarne kółko · d1 – Czarne kółko | 2 |
| 1 | d8 – Czarne kółko · d7 – Czarne kółko · d6 – Czarne kółko · d5 – Czarne kółko · a4 – Czarne kółko · b4 – Czarne kółko · c4 – Czarne kółko · d4 – Biała wieża · e4 – Czarne kółko · f4 – Czarne kółko · g4 – Czarne kółko · h4 – Czarne kółko · d3 – Czarne kółko · d2 – Czarne kółko · d1 – Czarne kółko | d8 – Czarne kółko · d7 – Czarne kółko · d6 – Czarne kółko · d5 – Czarne kółko · a4 – Czarne kółko · b4 – Czarne kółko · c4 – Czarne kółko · d4 – Biała wieża · e4 – Czarne kółko · f4 – Czarne kółko · g4 – Czarne kółko · h4 – Czarne kółko · d3 – Czarne kółko · d2 – Czarne kółko · d1 – Czarne kółko | d8 – Czarne kółko · d7 – Czarne kółko · d6 – Czarne kółko · d5 – Czarne kółko · a4 – Czarne kółko · b4 – Czarne kółko · c4 – Czarne kółko · d4 – Biała wieża · e4 – Czarne kółko · f4 – Czarne kółko · g4 – Czarne kółko · h4 – Czarne kółko · d3 – Czarne kółko · d2 – Czarne kółko · d1 – Czarne kółko | d8 – Czarne kółko · d7 – Czarne kółko · d6 – Czarne kółko · d5 – Czarne kółko · a4 – Czarne kółko · b4 – Czarne kółko · c4 – Czarne kółko · d4 – Biała wieża · e4 – Czarne kółko · f4 – Czarne kółko · g4 – Czarne kółko · h4 – Czarne kółko · d3 – Czarne kółko · d2 – Czarne kółko · d1 – Czarne kółko | d8 – Czarne kółko · d7 – Czarne kółko · d6 – Czarne kółko · d5 – Czarne kółko · a4 – Czarne kółko · b4 – Czarne kółko · c4 – Czarne kółko · d4 – Biała wieża · e4 – Czarne kółko · f4 – Czarne kółko · g4 – Czarne kółko · h4 – Czarne kółko · d3 – Czarne kółko · d2 – Czarne kółko · d1 – Czarne kółko | d8 – Czarne kółko · d7 – Czarne kółko · d6 – Czarne kółko · d5 – Czarne kółko · a4 – Czarne kółko · b4 – Czarne kółko · c4 – Czarne kółko · d4 – Biała wieża · e4 – Czarne kółko · f4 – Czarne kółko · g4 – Czarne kółko · h4 – Czarne kółko · d3 – Czarne kółko · d2 – Czarne kółko · d1 – Czarne kółko | d8 – Czarne kółko · d7 – Czarne kółko · d6 – Czarne kółko · d5 – Czarne kółko · a4 – Czarne kółko · b4 – Czarne kółko · c4 – Czarne kółko · d4 – Biała wieża · e4 – Czarne kółko · f4 – Czarne kółko · g4 – Czarne kółko · h4 – Czarne kółko · d3 – Czarne kółko · d2 – Czarne kółko · d1 – Czarne kółko | d8 – Czarne kółko · d7 – Czarne kółko · d6 – Czarne kółko · d5 – Czarne kółko · a4 – Czarne kółko · b4 – Czarne kółko · c4 – Czarne kółko · d4 – Biała wieża · e4 – Czarne kółko · f4 – Czarne kółko · g4 – Czarne kółko · h4 – Czarne kółko · d3 – Czarne kółko · d2 – Czarne kółko · d1 – Czarne kółko | 1 |
|   | a | b | c | d | e | f | g | h |   |